# قلث (تركيا)
قلث (التركية: ديرتشي (Dereiçi)؛ العربية: قلث؛ [ܩܠܬ] خطأ: {{اللغة}}: نص الرومنة ليس بالخط اللاتيني (الموضع 1: ق) (مساعدة))  هو حي من أحياء بلدية ومنطقة صور، في محافظة ماردين في تركيا. في عام 2023، بلغ عدد السكان 187. يسكن الحي الآشوريون الذين يتحدثون لهجة ماردين العربية.  تقع عند جبل قوروس في منطقة طور عابدين التاريخية.
وفي القرية هناك كنيسة مار يوحنا، وكنيسة أم الرب السريانية الكاثوليكية، وكنيسة السريان البروتستانتية.  وتقع أيضًا بالقرب من القرية أطلال أديرة مار أباي، ومور ثيودوتوس، ومور ديميت.

## التاريخ
تأسس دير مار أباي في قلث (المسماة اليوم ديريتشي) إما في عام 370 م أو في القرن السادس. يُعتقد أن القرية قد دُمرت في عام 577/578 م خلال حروب الفرس ثم أُعيد توطينها من أتباع كنيسة المشرق مع مجتمع صغير من المسيحيين السريان الأرثوذكس. عادت القرية إلى السيطرة الرومانية في عام 591. في القرن السابع، كانت القرية تابعة لأبرشية دارا الرومانية. بُنيَت كنيسة مار يوحنانون في قلث في القرن الثامن. كانت القرية تحت سلطة المفريان السريانيين الأرثوذكس في الشرق من عام 1042 فصاعدًا، وفقًا لسجلات عام 1234. بحلول عام 1481، كانت هناك أديرة مار أباي، ومور ثيودوتوس، ومور شاباي، ومور ديميت، ودير مار برصومو في القرية.
كانت قرية قلث هي القرية الوحيدة في منطقة المحملية التي ظلت مسيحية ولم تعتنق إلى الإسلام، رغم امتلاكهم علاقات ممتازة مع العرب. كانت جزءًا من أبرشية دير مار أباي السريانية الأرثوذكسية حتى وفاة آخر أساقفتها إسحاق صليبا في عام 1730، حيث دُمجَت الأبرشية في أبرشية ماردين. كان هناك 120 عائلة سريانية أرثوذكسية في القرية عندما زارها القس جورج بيرسي بادجر في عام 1850. وأشار بادجر إلى أنهم كانوا يتحدثون العربية في الغالب، بالإضافة إلى اللغة الكردية والسريانية العامية، وأن الكهنة كانوا أميين. اُفتتحَت كنيسة والدة الإله في قلث في عام 1857. في سجل الرسوم البطريركية السريانية الأرثوذكسية لعام 1870، سُجِّل أن القرية كان بها مائة وستة أُسَر، تدفع مائة وستة وسبعين رسومًا، وكانت تخدمها كنائس موري شمعون قنونويو، ويوحانون ديلامويو، ويولدات ألوهو ، وأربعة كهنة، وأديرة موري أباي، وموري تاوودوتا، وموري ديميت، وموري شاباي. تعرضت قلث للهجوم من الأكراد في أوائل تشرين الثاني 1895 أثناء المذابح الحميدية.
في عام 1914، كان عدد سكان القرية 2500 آشوري، وفقًا للقائمة التي قدمها الوفد الآشوري الكلداني إلى مؤتمر باريس للسلام. كان ثلثا سكان القرية يتبعون الكنيسة السريانية الأرثوذكسية بينما كان الثلث الآخر يتبع الكنيسة السريانية البروتستانتية. وكان هناك أيضًا السريان الكاثوليك. وفي خضم حملة سيفو، في 3 يونيو/حزيران 1915، وصل الأكراد إلى القرية وجاء 25 من رجال الميليشيات بحجة تلقي أوامر بالحراسة هناك. اُغتيل زعيم القرية بنيامين وابنه أثناء عودتهما إلى القرية بعد نقلهما إلى ديار بكر. في يوم 10 حزيران، تحصن القرويون داخل المباني الكبيرة، وتمكن بعضهم من الدفاع عن منازلهم باستخدام الأسلحة، لكن معظمهم قُتلوا.  حُرق المسيحيين السريان الأرثوذكس الذين لجأوا إلى كنيستهم أحياءً هناك. اُختطفَ النساء والأطفال، ودُمر أكثر من 200 منزل بالكامل، ويُعتقد أن أكثر من 2000 شخص قد تعرضوا للذبح.  وكان من بين القتلى أيضًا الكهنة السريان الأرثوذكس إبراهيم، وتوماس، ومسعود، وراهب يدعى عبد الله.
كان عدد سكان قرية قلث 871 نسمة في عام 1960، بما في ذلك 600 مسيحي سرياني أرثوذكسي، وكان يخدمهم كاهن واحد وكنيسة واحدة. انخفض عدد سكان القرية في سبعينيات القرن العشرين بسبب الهجرة. هاجر القرويون تاريخيًا إلى أمريكا اللاتينية لكنهم انتقلوا مؤخرًا إلى ألمانيا والسويد. في عام 1974، سكنت قرية قلث 20 عائلة سريانية بروتستانتية. جُددَت كنيسة مار يوحنا في عام 2006 وأعيد فتحها للعبادة في 23 يوليو 2006. بحلول عام 2013، بلغ عدد سكان القرية من الآشوريين 14 إلى 15 فردًا من 5 إلى 6 عائلات. لم يتبق سوى عدد قليل من العائلات في قلث بحلول عام 2022.

## التركيبة السكانية
وفيما يلي قائمة بعدد العائلات السريانية الأرثوذكسية التي سكنت قليث في كل سنة. ما لم يُذكر خلاف ذلك، فإن جميع الأرقام مأخوذة من القائمة الواردة في كتاب المسيحيين السريان الأرثوذكس في أواخر العصر العثماني وما بعده: الأزمة ثم النهضة، كما هو موضح في قائمة المراجع أدناه.
- 1915: ق. 200
- 1978: 62
- 1979: 58
- 1995: 7

## في الثقافة الشعبية
اُستخدمَت قرية قلث كموقع لتصوير الفيلم التركي "كابي" (2019)، والذي يتناول قصة عائلة آشورية تعود إلى القرية بعد 25 عامًا.

## فهرس
- Barsoum، Aphrem (2003). The Scattered Pearls: A History of Syriac Literature and Sciences. ترجمة: Matti Moosa (ط. 2nd). Gorgias Press. اطلع عليه بتاريخ 2020-07-14.
- Bcheiry، Iskandar (2009). The Syriac Orthodox Patriarchal Register of Dues of 1870: An Unpublished Historical Document from the Late Ottoman Period. Gorgias Press. اطلع عليه بتاريخ 2025-03-21.
- Bcheiry، Iskandar (2013). The Account of the Syriac Orthodox Patriarch Yūḥanun Bar Šay Allāh (1483–1492): The Syriac Manuscript of Cambridge: DD.3.8(1). Gorgias Press. اطلع عليه بتاريخ 2024-11-20.
- Bizzeti, Paolo; Chialà, Sabino (2024). Turchia: Chiese e monasteri di tradizione siriaca (بالإيطالية) (2nd ed.). Edizioni Terra Santa.
- Courtois، Sébastien de (2004). The Forgotten Genocide: Eastern Christians, The Last Arameans. ترجمة: Vincent Aurora. Gorgias Press. اطلع عليه بتاريخ 2024-11-20.
- Courtois, Sébastien de (2013). "Tur Abdin : Réflexions sur l'état présent descommunautés syriaques du Sud-Est de la Turquie,mémoire, exils, retours". Cahier du Gremmamo (بالفرنسية). 21: 113–150. Archived from the original on 2024-12-01.
- Dinno، Khalid S. (2017). The Syrian Orthodox Christians in the Late Ottoman Period and Beyond: Crisis then Revival. Gorgias Press. اطلع عليه بتاريخ 2024-11-26.
- Gaunt، David (2006). Massacres, Resistance, Protectors: Muslim-Christian Relations in Eastern Anatolia during World War I. Gorgias Press. اطلع عليه بتاريخ 2023-05-21.
- Genç, Işılay; Aykal, Demet (2024). "Examining the Cultural Reflections in Monumental Building Facades: A Case Study of Mardin Dereiçi (Kıllıt) Village". Medeniyet Sanat Dergisi (بالتركية). 10 (1): 74–97. Archived from the original on 2025-06-20. Retrieved 2025-04-08.
- Hoyland، Robert G.؛ Palmer، Andrew N. (2023). The Life of Theodotus of Amida: Syriac Christianity under the Umayyad Caliphate. Gorgias Press.
- Jongerden، Joost؛ Verheij، Jelle، المحررون (2012). Social Relations in Ottoman Diyarbekir, 1870-1915. Brill. اطلع عليه بتاريخ 2024-11-20.
- Joseph، John (1983). Muslim-Christian Relations and Inter-Christian Rivalries in the Middle East: The Case of the Jacobites in an Age of Transition. SUNY Press. اطلع عليه بتاريخ 2024-11-21.
- Karataş، Lale؛ Dal، Murat (2023). "Investigating the Geoenvironmental and Climatic Impacts on the Facades of Historical Houses in Killit (Dereiçi) Village, Mardin". Journal of Architectural Sciences and Applications. ج. 8 ع. 2: 1046–1061. مؤرشف من الأصل في 2025-05-03. اطلع عليه بتاريخ 2025-04-08.
- Keser-Kayaalp، Elif، المحرر (يناير 2022). Syriac Architectural Heritage at Risk in TurʿAbdin (PDF). مؤرشف من الأصل (PDF) في 2025-03-06. اطلع عليه بتاريخ 2024-11-08.
- Kiraz، George A. (2011). "Isḥoq Ṣaliba". Gorgias Encyclopedic Dictionary of the Syriac Heritage: Electronic Edition. Gorgias Press. مؤرشف من الأصل في 2023-09-24.
- Omtzigt، Pieter؛ Tozman، Markus K.؛ Tyndall، Andrea، المحررون (2012). The Slow Disappearance of the Syriacs from Turkey and of the Grounds of the Mor Gabriel Monastery (PDF). LIT Verlag Münster. مؤرشف من الأصل (PDF) في 2024-05-16. اطلع عليه بتاريخ 2024-10-17.
- Palmer، Andrew (1990). Monk and Mason on the Tigris Frontier: The Early History of Tur Abdin. Cambridge University Press. اطلع عليه بتاريخ 2020-07-15.
- Ritter, Hellmut (1967). Turoyo: Die Volkssprache der Syrischen Christen des Tur 'Abdin (بالألمانية). Franz Steiner Verlag. Vol. 1.
- Sinclair، T.A. (1989). Eastern Turkey: An Architectural & Archaeological Survey. Pindar Press. ج. III.
- Travis، Hannibal، المحرر (2018). The Assyrian Genocide: Cultural and Political Legacies (PDF). Routledge. مؤرشف من الأصل (PDF) في 2023-01-27. اطلع عليه بتاريخ 2024-10-30.